# ایمرینا ایمادی
ایمرینا ایمادی (به لاتین: Imerina Imady) یک منطقهٔ مسکونی در ماداگاسکار است که در Ambositra District واقع شده‌است.
 ایمرینا ایمادی  ۱۳٬۰۰۰ نفر جمعیت دارد و ۱٬۳۵۸ متر بالاتر از سطح دریا واقع شده‌است.